# Silene multiflora
Silene multiflora är en nejlikväxtart som först beskrevs av Jakob Friedrich Ehrhart och som fick sitt nu gällande namn av Christiaan Hendrik Persoon.
Silene multiflora ingår i släktet glimmar och familjen nejlikväxter.

## Underarter
Arten delas in i följande underarter:
- Silene multiflora glabra
- Silene multiflora macrothyrsa